# 고타카 에리
고타카 에리(일본어: 小高 愛理, 1995년 5월 10일 ~ )는 일본의 여자 축구 선수이다.

## 구단 경력
나데시코 리그의 AC 나가노 파르세이루, 버니즈 군마 FC 화이트 스타에서 활동했다.

## 국가대표팀 경력
그녀는 2012년 FIFA U-17 여자 월드컵에 참가할 일본 U-17 국가대표팀에 발탁되었다.